# Battle of Antietam
Battle of Antietam est un jeu vidéo de type wargame créé par Chuck Kroegel et David Landrey et publié par Strategic Simulations en 1985 sur Apple II, Atari 8-bit, Commodore 64 et IBM PC. Le jeu se déroule en septembre 1862, pendant la guerre de Sécession, et simule la bataille d’Antietam. Le joueur incarne le commandant des forces de l’Union ou des Confédérés et peut affronter l’ordinateur ou un autre joueur. Il peut choisir de suivre le déroulement exacte de la bataille, comme elle s’est déroulée dans la réalité, ou de prendre le contrôle total de l’affrontement afin d’en changer le déroulement et l’issue.

## Trame
Battle of Antietam retrace la bataille d’Antietam qui se déroule en septembre 1862, pendant la guerre de Sécession, près de Sharpsburg. Celle-ci oppose l’armée de Virginie du Nord des états confédérés, commandée par le général Robert E. Lee, à l’armée du Potomac du major général George McClellan. Elle débute par une erreur, lorsque les plans de bataille du camp confédéré tombent malencontreusement dans les mains de l’armée de l’Union. L’affrontement est considéré comme le plus sanglant de la guerre de Sécession et se solde par une victoire tactique de l’armée de l’Union.

## Système de jeu
Battle of Antietam est un wargame qui simule, au niveau tactique et opérationnel, la bataille d’Antietam de la guerre de Sécession. Le joueur peut commander l’armée de l'Union ou l’armée des États confédérés et affronte l’ordinateur ou un autre joueur, qui commande le camp adverse. Le jeu propose trois niveaux de difficulté du plus basique, avec des règles et un système de jeu simplifié, au plus avancé, qui offre des options de contrôles des unités plus détaillé, avec notamment la gestion de l’intégrité des unités ou du remplacement des officiers. Le jeu propose également plusieurs options permettant notamment de prendre en compte le brouillard de guerre ou l’indécision du général George McClellan, ou d’imposer une limite de temps à chaque tour de jeu.
Le jeu se déroule sur une carte divisée en 42 x 36 cases carrées, chacune d’elles représentant une distance d’environ 200 yards. Sur la carte sont représentés différents types de terrains dont la ville de Sharpsburg, des rivières, des forêts, des routes ou des ponts. De leur côté, les unités sont représentées par des icônes ou des figurines correspondant aux trois principaux types d’unités présentes : l’infanterie, la cavalerie et l’artillerie. Dans les niveaux de difficultés les plus élevés, le joueur peut également choisir de représenté les unités par leurs symboles militaires. Le jeu se déroule au tour par tour, chaque tour représentant une durée d’une heure et étant composé de plusieurs phases. La première permet au joueur de déplacer ses unités. Pour cela, le joueur doit positionner un curseur sur l’unité pour la sélectionner, puis utilisé les touches du pavé numérique pour la déplacer dans une des huit directions possibles. La distance sur laquelle une unité peut se déplacer dépend du nombre de point de mouvement dont elle dispose, qui dépend de différents paramètres dont le terrain, le type et la formation (en ligne ou en colonne) de l’unité ou la proximité des unités ennemies. Pour permettre à une unité d’infanterie de couvrir une plus grande distance pendant le tour, le joueur peut également lui ordonner de se déplacer à marche forcée, ce qui augmente en revanche son niveau de fatigue. Les déplacements des unités peuvent également être limités par la présence d’autres unités sur les cases adjacentes, le joueur ne pouvant empiler qu’un nombre limité d’unités sur la même case. Après avoir déplacé une unité, le joueur peut lui ordonner d’attaquer une unité ennemi, si celle-ci est visible et à portée de tir. Une fois qu’un joueur a déplacé toutes ses unités, le joueur adverse a l’opportunité d’ordonner à ses troupes de riposter, avant le déclenchement de la phase de combat dans laquelle les unités de chaque camp tirent alternativement. Les phases précédentes sont ensuite répétées en inversant les rôles pour compléter le tour de jeu,.
L’aptitude au combat d’une unité est caractérisée par sa puissance de feu théorique, qui dépend du nombre de soldat qui la compose, et par son efficacité. Cette dernière dépend initialement de l’entrainement et de l’expérience des soldats, mais évolue au cours des combats en fonction des pertes subies par l’unité et du niveau de fatigue des troupes. Lors d’un combat, la puissance de feu des unités impliquées varie de plus en fonction du type de terrain où elles se trouvent, de leurs densités et de leurs formations (en ligne ou en colonne). L’aptitude au combat d’une unité dépend également du bonus associé à leur leader. À chaque brigade, division ou corps d'armée est en effet rattaché un leader auquel est attribué un bonus, fonction de ses capacités historiques en termes de leadership, qui influe directement sur la puissance de feu des troupes sous ses ordres. Suivant la distance séparant une unité de sa brigade et des leaders de sa division et de son corps d’armée, mais aussi suivant l’état d’esprit de ces leaders (confus, indécis, prudent, confiant), l’unité se voit de plus attribué un niveau de commandement, qui influe lui aussi directement sur sa puissance de feu.

## Développement et publication
Battle of Antietam est développé par Chuck Kroegel et David Landrey et est publié par Strategic Simulations en novembre 1985 sur Apple II, Atari 8-bit et Commodore 64,,. Il est ensuite porté sur IBM PC en 1986,. Outre la disquette double face du programme, le packaging du jeu contient une carte en couleur du champ de bataille ainsi qu’un manuel incluant les règles du jeu, mais aussi l’ensemble des tables de résolution des combats, des cartes sur le déroulement historique de la bataille et une description de cette dernière écrite par Robert Billings.

## Accueil
À sa sortie, Battle of Antietam est généralement salué par la presse spécialisée. Dans un article publié en 1986 dans le magazine Computer Gaming World, le journaliste William Harrington débute ainsi sa critique en expliquant que la longue attente du retour de Strategic Simulations au thème de la guerre de Sécession en valait la peine. Pour justifier son jugement, il met d’abord en avant la qualité de son packaging, son réalisme historique et son mode solo dans lequel l’ordinateur se révèle être « un adversaire redoutable » capable de jouer de manière sophistiquée. Malgré cette difficulté, il estime que « le jeu convient aussi bien aux débutants qu’aux vétérans » du genre grâce aux ajustements des règles et du système de jeu que permettent ses trois niveaux de difficultés, mais aussi grâce à son système inédit d’aide en ligne, qui le rend  plus « facile à prendre en main » que n’importe quel autre jeu de stratégie. Il met ensuite en avant les qualités de son système de jeu au sujet duquel il explique tout d’abord qu’il ne se contente pas de simplement simuler un affrontement mais qu’il permet également, grâce à ses nombreuses fonctionnalité, de retranscrire les sensations et les problématiques uniques rencontrées par un commandant d’une armée de la guerre de Sécession. Il ajoute qu’il ne sacrifie pas pour autant la jouabilité, son système de jeu restant facile à prendre en main et à utiliser malgré ses nombreuses options sophistiquées. Il salue enfin ses graphismes, qu’il juge détaillé et adapté à son système de jeu, avant de conclure que Battle of Antietam est « plus qu’une simulation de premier ordre » et qu’il parvient à capturer l’apparence et les sensations d’une bataille de la guerre de Sécession. De son côté, le journaliste James Delson du magazine Family Computing explique tout d’abord que, comme les deux seuls wargames  sur ce thème publié ces quatre dernières années que sont The Road to Gettysburg (1982) et The Battle of Chickamauga (1985), Battle of Antietam représente « une avancée significative » dans ce domaine. Il ajoute ensuite qu’il fait même encore mieux que son prédécesseur grâce à de nombreux ajouts, dont des fonctionnalités permettant d’annuler un déplacement, de visualiser les lignes de vues de toutes les unités, d’effectuer des tirs de flancs ou de rallier les unités en déroutes pour les faire rejoindre la bataille. Il salue enfin son système de contrôle, qu’il juge facile à prendre en main, ainsi que ses nombreuses options, avant de conclure qu'il s'impose comme « l’un des meilleurs wargame de l’année ». Pour le journaliste James Trunzo du magazine Compute!, c’est d’abord la possibilité qu’il offre de changer le cours de la bataille d’Antietam qui en fait un excellent jeu. Il note en effet que le jeu propose de nombreuses options qui permettent au joueur de simuler la bataille dans sa configuration historique, ou au contraire de définir lui-même tous les paramètres de l’affrontement. Il note également que, comme tous les jeux de Strategic Simulations, il bénéficie d’un important travail de recherche, qui en fait un jeu réaliste permettant d’acquérir une meilleure compréhension et appréciation des évènements qu’il décrit. En conclusion, il note que Strategic Simulations a produit de nombreux wargames ayant été salués par la presse mais qu’il se peut que celui-ci surpasse tous es prédécesseurs et deviennent « un véritable classique ». De son côté, le journaliste George Miller du magazine Compute!'s Gazette le considère comme un wargame « indispensable » pour tous les joueurs ayant un peu d’intérêt pour la guerre de Sécession. Il estime en effet qu’il est « plus facile à comprendre » que la plupart des jeux du genre et que l’ordinateur se révèle être « un adversaire redoutable », avant de conclure qu’un des intérêts du jeu est qu’il peut pousser le joueur à se renseigner sur l’importance de cette batailles et sur une des périodes les plus importantes de l’histoire des États-Unis, et qu’en ce sens, il est « bien plus qu’un simple jeu ».

## Postérité
Battle of Antietam est le premier volet d’une série de quatre wargame développés par Chuck Kroegel et David Landrey en s’appuyant sur le même moteur de jeu, publiés par Strategic Simulations et ayant pour thème la guerre de Sécession. Il est ainsi suivi de Gettysburg: The Turning Point (1986), Rebel Charge at Chickamauga  (1987) et Shiloh: Grant's Trial in the West (1987), qui simulent respectivement la bataille de Gettysburg, la bataille de Chickamauga et la bataille de Shiloh. Ses développeurs ont également adaptés son moteur de jeu au thème de la guerre d'indépendance des États-Unis avec Sons of Liberty (1987), qui simule la bataille de Bunker Hill, la batailles de Saratoga et la bataille de Monmouth, et à celui des guerres napoléoniennes avec Battles of Napoleon (1988) qui simule la bataille de la Moskova, la bataille d'Auerstaedt, la bataille des Quatre Bras et la bataille de Waterloo.